# Targovishte
Turgovishte ou Tărgovište (búlgaro: Търговище) é uma cidade da Bulgária localizada no distrito de Turgovishte.
Está situada na base sul da montanha Preslav, em ambas as margens do rio Vrana. Está 339 quilômetros a nordeste da capital, Sófia, 41 km a oeste da cidade de Shumen, 25 km a noroeste de Veliki Preslav, 24 km a nordeste de Omurtag, 100 km a nordeste de Veliko Tarnovo, 36 km ao sul de Razgrad, e 35 km a sudeste de Popovo. Era um antigo assentamento comercial.

## Significado do nome
A palavra Turgovishte significa "mercado", em búlgaro. A cidade é chamada de Eski Cuma em turco ("velha sexta-feira"), significando "velho bazar". É uma referência ao papel comercial da cidade e sua posição de encruzilhada.

## História

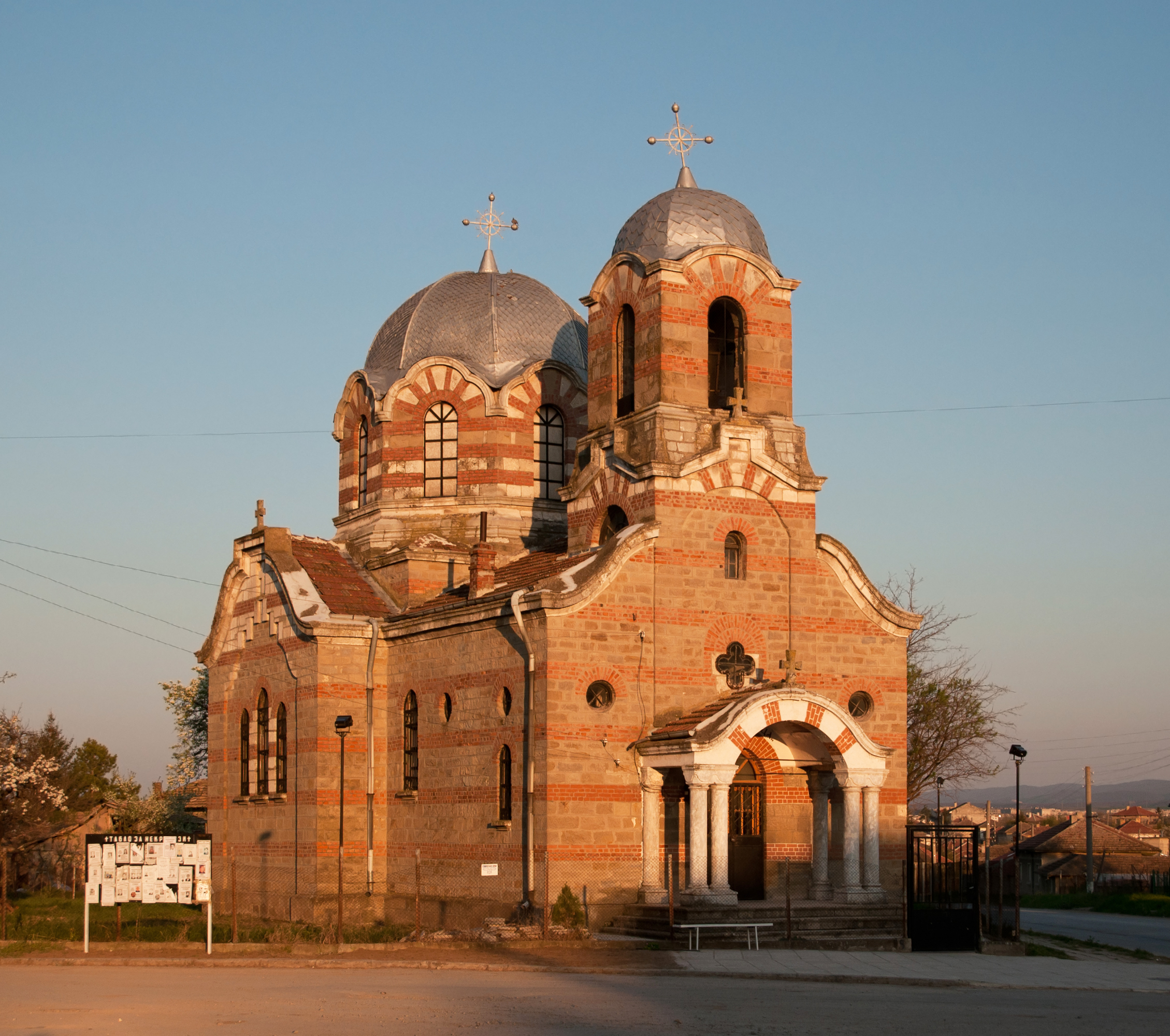
Igreja de Vabel em Targovishte

Mencionada pela primeira vez em 1573 nos registros de tributos do Império Otomano, já foi um centro administrativo em 1658. Nos séculos XVIII e XIX tornou-se um famoso mercado para animais e produtos artesanais chamado Eski Cuma. Uma escola monástica foi aberta no século XVIII e uma secular foi estabelecida em 1846, contando com Petko Slaveykov como professor; uma chitalishte também foi construída. O desenvolvimento industrial começou após a Segunda Guerra Mundial. Fábricas que produziam baterias de carro e máquinas para a indústria alimentícia foram abertas. Mais tarde, desenvolveram-se indústrias têxteis e de móveis foram instaladas. Uma das maiores fábricas produtoras de vinho da Bulgária localiza-se aqui.
No ano 2000, ruínas de uma antiga cidade romana chamada Missionis foram desenterradas perto de Targovishte.

## Composição étnica
Targovishte é uma cidade multi-étnica. Predominam os búlgaros (55%) da população, seguidos por quantidade significativa de turcos (35%) e minorias ciganas (6%). Há duas igrejas ortodoxas búlgaras: Dormição de Teótoco (1847) e São João de Rila, e uma mesquita.

## Cultura e esportes
A cidade é também um centro cultural, contando com um teatro e um teatro de fantoches. O time de futebol local é o PFC Svetkavitsa ("relâmpago"), que joga na Liga Profissional Búlaga de Futebol B. Targovishte também é conhecida por sua tradição esportiva no tiro.

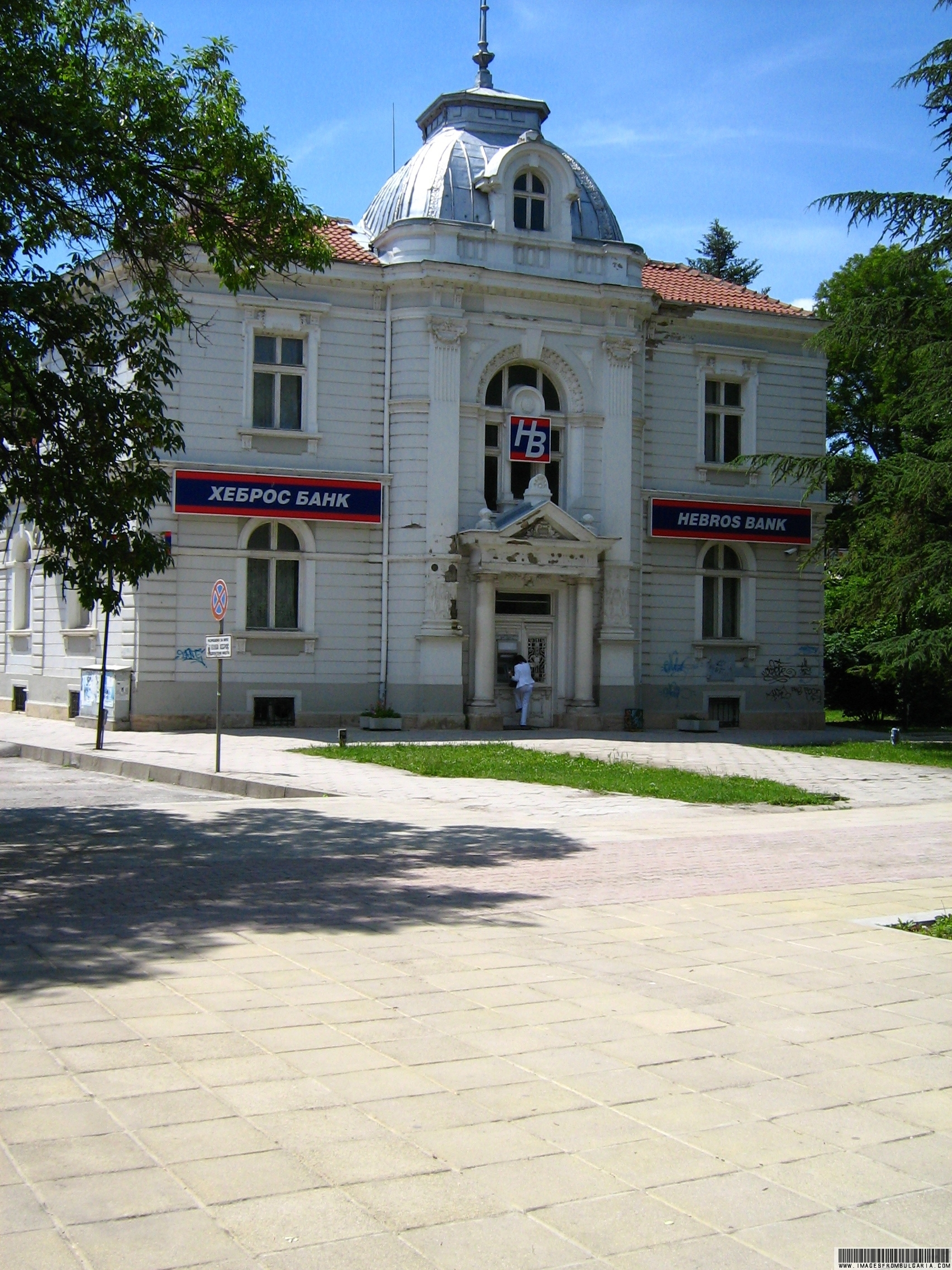
Edifício em Targovishte.

## Cidades-irmãs
- Cottbus, Alemanha
- Târgovişte, Romênia
- Smolensk, Rússia
- Santa Maria da Feira, Portugal
- Waterloo, Iowa, Estados Unidos da América
- Kozani, Grécia
- Suresnes, França

## Honrarias
A Geleira Turgovishte na Ilha Greenwich no arquipélago das Ilhas Shetland do Sul, Antártida recebeu esse nome por causa da cidade.

## População
| Turgovishte | Turgovishte | Turgovishte | Turgovishte | Turgovishte | Turgovishte | Turgovishte | Turgovishte | Turgovishte | Turgovishte | Turgovishte | Turgovishte | Turgovishte | Turgovishte | Turgovishte | Turgovishte | Turgovishte | Turgovishte | Turgovishte | Turgovishte |
| --- | ----------- | ----------- | ----------- | ----------- | ----------- | ----------- | ----------- | ----------- | ----------- | ----------- | ----------- | ----------- | ----------- | ----------- | ----------- | ----------- | ----------- | ----------- | ----------- |
| Ano | 1887        | 1910        | 1934        | 1946        | 1956        | 1965        | 1975        | 1985        | 1992        | 2001        | 2002        | 2003        | 2004        | 2005        | 2006        | 2007        | 2008        | 2009        | 2010        |
| População |             |             |             | 10,561      | 14,193      | 25,502      | 38,827      | 46,522      | 43,016      | 40,659      | 40,512      | 39,833      | 39,202      | 38,775      | 38,390      | 38,280      | 37,861      | 37,642      | 37,375      |
| Fontes: Instituto Nacional de Estatísticas, „citypopulation.de“, „pop-stat.mashke.org“, Bulgarian Academy of Sciences |             |             |             |             |             |             |             |             |             |             |             |             |             |             |             |             |             |             |             |